# Округ Колумбија (Вашингтон)
Округ Колумбија (енгл. Columbia County) је округ у америчкој савезној држави Вашингтон.

## Демографија
По попису из 2010. године број становника је 4.078, што је 14 (0,3%) становника више него 2000. године.
| Група             | 2000.         | 2010.         |
| Белци             | 3.685 (90,7%) | 3.649 (89,5%) |
| Афроамериканци    | 9 (0,2%)      | 12 (0,3%)     |
| Азијати           | 17 (0,4%)     | 23 (0,6%)     |
| Хиспаноамериканци | 258 (6,3%)    | 254 (6,2%)    |
| Укупно            | 4.064         | 4.078         |